# ميلاني داينر
ميلاني داينر (بالألمانية: Melanie Diener)‏ هي مغنية أوبرا وموسيقية ومغنية ألمانية، ولدت في 1967 في شينهفلد في ألمانيا.

## وصلات خارجية
- ميلاني داينر على موقع ميوزك برينز (الإنجليزية)
- ميلاني داينر على موقع ديسكوغز (الإنجليزية)